# Trepopnea
Trepopnea es la disnea (dificultad para respirar), al estar en decúbito hacia un lado, mas no hacia el otro. Es el resultado de una enfermedad de un pulmón, uno de los grandes bronquios, o insuficiencia cardiaca congestiva crónica. Los pacientes con enfermedad pulmonar de trepopnea prefieren recostarse del lado opuesto al pulmón afectado, ya que la gravedad aumenta la perfusión al pulmón inferior. El aumento de la perfusión al pulmón enfermo produce hipoxemia, produciendo como signo la falta de aire. Para maximizar la función, el paciente se coloca en decúbito lateral sobre el pulmón sano por lo que recibe la perfusión adecuada. Los pacientes con insuficiencia cardíaca crónica prefieren el decúbito lateral derecho, para evitar la modulación autonómica desfavorable que se produce durante el sueño, produciendo aumento del gasto cardíaco. 
Otros tipos de posición ortopnea incluyen disnea paroxística nocturna y disnea. Las tasas de respiración se describen con los términos eupnea, bradipnea (lento) y taquipnea (rápido).